# دورنباخ
دورنباخ (به آلمانی: Dörrenbach) یک شهر در آلمان است که در زودلیشه واینشتراسه واقع شده‌است. دورنباخ ۹۵۶ نفر جمعیت دارد.